# Rigadin l'échappe belle
Pour plus de détails, voir Fiche technique et Distribution.
Rigadin l'échappe belle est un film muet français réalisé par Georges Monca, sorti en 1916.

## Fiche technique
- Titre : Rigadin l'échappe belle
- Réalisation : Georges Monca
- Scénario :
- Photographie :
- Société de production : Pathé Frères
- Société de distribution : Pathé Frères
- Pays de production : France
- Pays d'origine :  France
- Langue : film muet avec les intertitres en français
- Métrage : 305 mètres
- Format : Noir et blanc — 35 mm — 1,33:1 — Muet
- Genre :  Comédie
- Durée : 10 minutes
- Date de sortie : 
  - France : 26 mai 1916

## Distribution
- Charles Prince : Rigadin
- Henri Collen
- Jacques Louvigny